# Dobrești, Argeș
Dobrești este satul de reședință al comunei cu același nume din județul Argeș, Muntenia, România.

## Amplasare geografică, vecinătăți, detalii
Localitatea Dobrești este situată în Piemontul Cândești într-o zonă de deal la circa 450 m altitudine. Este situată la 20 km de orașul Topoloveni, la 40 km de Pitești, la 110 km de București, la circa 80 km de Târgoviște, și la circa 80 km de Câmpulung Muscel (fostă capitală administrativă a județului Mușcel de care a aparținut cândva).
La răsărit principalele văi sunt valea Suseni-Bogați-Leordeni, valea Schei, și valea râului Dâmbovița. La apus este valea Negrești-Lențea și valea Argeșelului. Orașele Târgoviște și Pitești sunt fiecare la circa 25 km în linie dreaptă.
Teritoriul comunei este aproximat cu un dreptunghi de 8 x 6,5 km, cam 52 km pătrați aproximativ. Ca vecini sunt satele și localitățile Boțești, Greci, Schei (jud.DB), Suseni (com. Bogați, Argeș), Beleți, Negrești, Zgripcești, Lențea.
Către nord-vest sunt munții Iezer-Păpușa , la nord Piatra Craiului, iar în nord-est munții Leaota și Bucegii. Munții Leota sunt cei mai apropiați, la circa 50 km.
Comuna Dobrești are în componență satele Dobrești și Furești fostă proprietate a mânăstirii Râncăciov și clădit de un pâlc de refugiați panduri ai lui Tudor Vladimirescu. Printre aceștia a fost și tatăl așa numitului haiduc Radu lui Anghel din Greci. Datorită comportamentului său, a fost izgonit și s-a stabilit câțiva km spre nord, în satul Greci, com. Boțești, Argeș, ambele sate vecine Dobreștiului. Fiul său Radu și-a imitat și depășit tatăl strângând o avere bună doar pentru familia lui care a devenit cea mai bogată din zonă fiind împărțită ca zestre copiilor.
Din puținele cercetări efectuate, urme arheologice ale existenței omului în această localitate datează din anul 5500 î.e.n. Un tumul și o mică așezare (în situl cu mai multe movile) din epoca bronzului, cultura Tei sunt pe izlazul din dealul de est al satului la circa 200 m de hotarul cu satul Furești.
Primul document scris, legat de Dobrești, este despre o proprietate a unui căpitan de oști Dobrici de la care localitatea și-ar fi luat numele. Este datat văleatul 6893 (anul 1384), deci cu doi ani înainte de urcarea pe tronul Țării Românești a lui Mircea cel Bătrân. Actul a fost semnat de voievodul Radu Basarab, tatăl lui Mircea, înscăunat după ce fratele său Dan a fost omorât de țarul bulgar Sișman. Documentul descoperit de Ștefan Ionescu (locuitor al comunei) a fost împrumutat profesorului Nicolae Iorga care nu l-a mai înapoiat. Nu se știe dacă mai este undeva sau a fost pierdut odată cu tezaurul și documentele predate "aliatului" rus pentru a fi păstrate până la trecerea primului război mondial.
Două documente originale (în care apar Boțești, Cornet, Glâmboc, Valea Lenții), văleatul 7095 (1587) din domnia lui Mihnea Voievod, sunt legate de o proprietate a unui cetățean din Dobrești, numit Lepădat.
La recesământul din 1810, ordonat de armata de ocupație rusă, satul era împărțit în două, Dobreștii de Sus și Dobreștii de Jos. Existau două biserici, iar în ambele sate erau 89 case cu 370 suflete. Datele trebuie privite cu reținere deoarece sătenii nu erau interesați să declare situația reală. La 1840, este menționat noul sat Furești format prin aportul pandurilor care s-au căsătorit cu fete din satele învecinate. La 1890 toate trei satele, ceea ce azi este comuna Dobrești, aveau 258 familii și 1052 locuitori.
Principalele ocupații erau agricultura (pomicultura, viticultura, creșterea animalelor și păsărilor, legumicultura) si activitatile mestesugaresti: rotăritul, dogăritul, țesutul la război, torsul manual (ulterior mecanic la foarte puțini meșteri), croitul și cusutul elementelor de îmbrăcăminte și al vestitelor costume populare, confecționarea de încălțăminte, etc.
Erau două categorii de locuitori: moșnenii (țăranii liberi, foarte puțini la număr, care aveau pământ și animale de pe urma cărora supraviețuiau cu familia), pomeniți de pe la anul 1500 prin Carstoci și Cercei, și clăcașii-șerbii (majoritatea țăranilor) ce supraviețuiau din munca obligatorie cu întreaga familie (inclusiv a copiilor care la țărani și la săraci nu știu ce este copilăria) pe moșiile boierilor, ale mânăstirilor Nămăiești și Râncăciov care erau proprietari ai 99% din pământul și pădurile zonei muscelene/argeșene. Clăcașii au fost împroprietăriți în 1864, din moșiile boierilor dar și ale mânăstirilor ca urmare a legii secularizării averilor acestora. Ca urmare a acestei împroprietăriri 25 de familii de clăcași au primit circa 150 pogoane, deci cam 6 pogoane (3ha) de familie.
Preotul Ioan N. Popescu a lăsat dobreștenilor o colecție cu legendele satului legate de denumiri, învăluite în mister, precum Valea Floarei, Dealul Măgarului, Dragna, Piscul Turcului, Coșeru, Cetatea, Rotăreasa, Valea frumoasei, Martin și Boaba, Valea Rea, Orjanca, Iufu, Vulpea, Piscul Dragostei, Piscu lui Purice, Dealul Viilor, Stupina, Bratoșanca, Braia, Hălăciuga, Păscarea.
De asemenea vorbește cum la anul 1583, Petru Cercel (fiul domnitorului Pătrașcu cel Bun) ajunge domn. Și-a dobândit faimă la Curtea lui Henric al III-lea al Franței și în fața Caterinei de Medici (mama regelui). Regele îl prezintă sultanului Murad al III-lea ca fiind vărul său și-l recomandă pentru tronul Țării Românești. Acesta a domnit doar doi ani datorită intrigilor permanente. Pretendenții plăteau pentru tron mulți bani recuperați ulterior de la poporul împovărat cu biruri permanente și din ce în ce mai mari. Petru pribegește făcând eforturi să revină pe tron. După trei ani intră clandestin în țară și ajunge la Neacșu Ceaușu din Dobrești care avea o fată numită Vochița, foarte frumoasă cu care se căsătorise în taină în timpul celor doi ani de domnie la Curtea Domnească din Târgoviște. Îl întâmpină cu un băiețel de câțiva anișori. A stat cu aceasta ascuns încă câțiva ani în care Vochița a mai născut trei copii, după care a murit după o răceală s-au poate a fost asasinat. După o viață aventuroasă, primul lor băiat s-a călugărit cu numele de Teodosie Cercel construind un schit în Dealul Banului din Dobrești. Numele de familie Cercel în Dobrești a supraviețuit câteva secole dar azi a dispărut. La recesământul din 1840 patru familii de frunte purtau încă faimosul nume. Trei întemeiate de fii lui Preda Cercel și una de fiul lui Stancu Cercel. În 1897 mai auzim de Ilie I. Cercel care ajunge preot!

## Toponimul Dobrești
Legat de toponimul Dobrești unii îi atribuie origine slavă pornind de la Dobre, Dobrici și de la cuvântul slav dobrâi - добрый (bun).

## Activitatea corală din Dobrești
Trecând peste munca grea a familiilor de țărani (care nu aveau timp liber), profesori și preoți cu conștiință pentru comunitate au inițiat activități educative pentru progresul țăranilor și al copiilor acestora. Înainte de război au fost înființate cercuri de pregătire a viitoarelor soții și mame. Erau învățate creșterea copilului, arta culinară, cusutul, etc. După al doilea război Ioana Postelnicu a creat o trupă de dans popular cu trei generații de dansatori: piticii, medii și bătrânii. Această trupă a câștigat multiple premii la nivel de raion/regiune. La terminarea fiecărui an dar și a ciclului de patru clase erau pregătite serbări școlare din care nu lipseau trupele de teatru!
Dar cea mai strălucită activitate a fost cea corală care a dus faima comunei la nivel de țară! Putem spune că la împlinirea unor dorințe ale marelui Ion Vidu au contribuit și dobreștenii. Corul mixt, bărbați și femei, din Dobrești este alcătuit pe patru grupe: soprane, altiste, tenori, bași. După multiple premii la nivel de raion/regiune/ județ, sub conducerea profesorului Nicolae N. Șetraru (singurul profesor care a purtat toată viața costumul popular românesc), a câștigat locul doi pe țară la Craiova în 1943.
Ne aflam în plin război mondial. Românii au fost atacați de ambele tabere și exista riscul de a fi ocupați complet de oricare. S-au "aliat" cu Germania, care după raptul sovietic (convenit în secret cu Germania), a impus raptul maghiar și bulgar. Astfel, în 1943, românii cădeau la datorie pentru țara lor fiind ulterior declarați agresori! Prin actul de la 23 august 1944, țara a fost predată necondiționat armatei sovietice care a evacuat o parte din teritoriu țării abia în 1958. Ca urmare a trădării din 1944, sute de mii de români de soldați ajungând în Siberia de unde nu s-au mai întors. Pe lângă aceștia zeci de mii de familii din Bucovina și Basarabia au fost deportate în Siberia. Nu înainte ca să fie despărțiți părinți de copii, soț de soție, frate de frate, soră de soră.
Corul din Dobrești este înfrățit cu celebrul Cor din Chizătău printre cele mai vechi coruri din țară care a împlinit 150 ani de activitate fiind fondat în 1840 de către preotul și dirijorul Trifu Șepețian. Fiecare cor s-a deplasat de câteva ori în localitatea celuilalt unde au încântat asistența.
În 2002 corul din Dobrești a împlinit deja 100 ani! La serbarea aniversară a participat corul "frate" Chizătău dar și artiști ai Casei de cultură a Ministerului de Interne printre care cunscutul interpret ardelean, Gheorghe Sărac care a cântat propriile romanțe pe versurile nepieritoare ale lui Mihai Eminescu.
Iată dirijorii consacrați și dăruiți ai acestui cor în ordinea temporară: Nicolae N. Șetraru, Ion C. Ionescu, Filip C. Heroiu, Mihai N. Heroiu care a avut privilegiul să se afle la conducerea aniversară din 2002.
Din repertoriu: Pe-al nostru steag de Ciprian Porumbescu, Voința neamului de Ion Danielescu, Închinare eroilor de Mircea Neagu, Sara pe Deal de Vasile Popovici, Trandafir de la răzoare de Sabin Drăgoi, Mândra mea cu părul galben de Ghe. Cucu, Privighetoarea de M. Bartholdy, Maria neichii Marie de D.D. Stancu, Hora cu strigături de N. Lungu, Merișor cu mere coapte și Iac-așa de S. Niculescu, E toată țara-n sărbătoare de I. Chirescu, Patrie pământ de aur de Gh. Bazaban, Morarul de D. Kiriac, Înflorești pământ al bucuriei de Ghe. Dumitrescu, De-aș avea fântână-n curte și Dorul dor de L. Paceag, Răsunet de la Crișana de Ion Vidu, La tufița de argea și Mititico, valeo of, de Nicolae Oancea, Mărioară de la munte, Bandura de Davidovsky,  Din Dobrești la Chizitău de Ghe. Bazaban.
Corul "Vraja" creat de Nicolae N. Șetraru a avut cel mai interesant repertoriu datorat inimii acestui neprețuit fiu al satului. Iată câteva: Vraja, Bobocele și inele, Răsunet de la Crișana, Lugojana, Peste deal la nana-n vale, Negruța, Îmi place, Nu-mi place, Răsunetul Ardealului, Dragă și iar dragă,etc. toate de Ion Vidu, Marioară de la Munte, Hi, hai Prahova, Ciobănașul, Omul când îi necăjit, D-uzi mândro ori n-auzi, Marșul lui Iancu, S-a dus cucu, Fire-ai maică blestemată, Trecui valea mort de sete,, etc. de Nicolae Oancea, și piese ale altor mari compozitori printre care și de Ciprian Porumbescu.